# Loyat
Loyat é uma comuna francesa na região administrativa da Bretanha, no departamento Morbihan. Estende-se por uma área de 41,86 km². Em 2010 a comuna tinha 1 664 habitantes (densidade: 39,8 hab./km²).